# Bărăția (Bukarest)

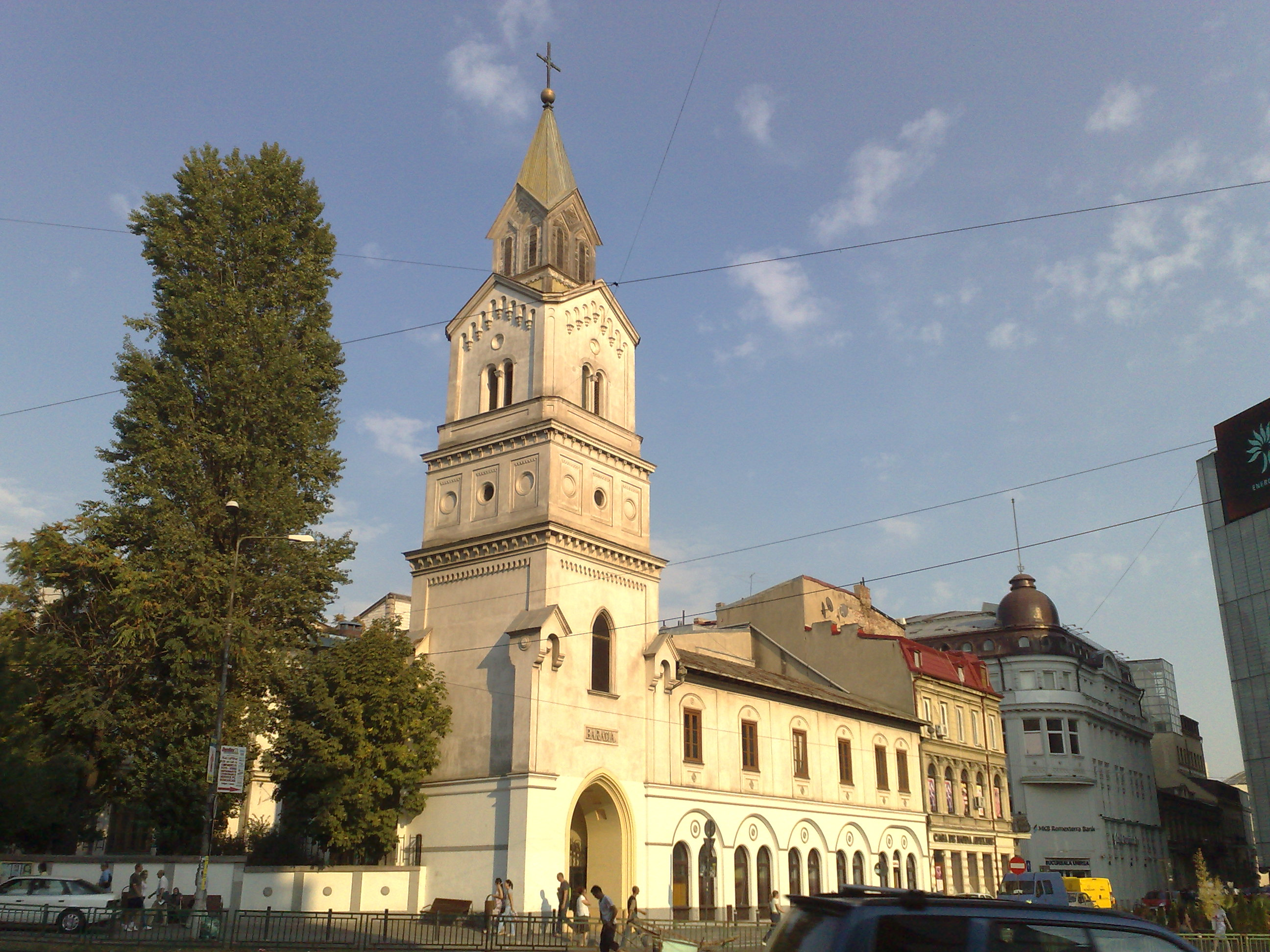
Torturm und ehemaliges Konventsgebäude der Bărăția; links hinter den Bäumen die Kirche

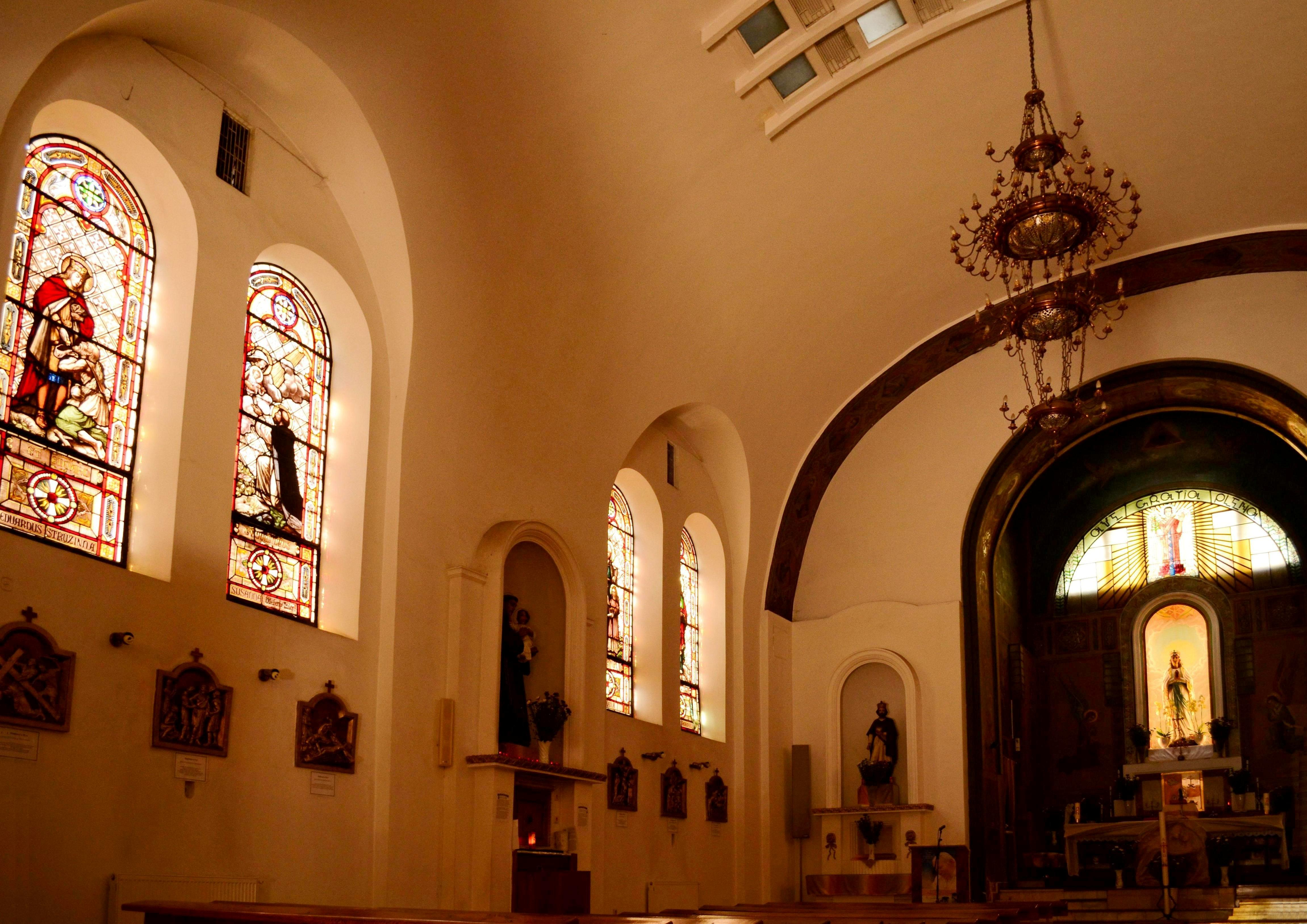
Innenraum der Kirche

Die Bărăția („Brüderkirche“, von slowak. brat, ung. barát, „Bruder, Mönch“), eigentlich  Sfânta Maria a darurilor („St. Maria von den Gnadengaben“), ist die älteste römisch-katholische Kirche in der rumänischen Hauptstadt Bukarest. Sie befindet sich im Stadtzentrum an der Straße I.C. Bratianu.

## Geschichte
Die Bărăția-Kirche befindet sich im Handelsviertel, an der Stelle einer alten franziskanischen Holzkirche. Diese wurde im Jahr 1716 von dem Italiener Antonio Maria del Chiaro, dem Sekretär Constantin Brâncoveanus, durch ein barockes Bauwerk ersetzt. Der Brand von Bukarest im Jahr 1847 begann angeblich in der Nähe der Kirche. Dabei wurde diese schwer beschädigt. Durch großzügige Spenden aus Wien wurden Kirche und Kloster bereits ein Jahr später wieder aufgebaut.

## Gebäude
Die Gebäude von 1848 sind in neuromanischen Formen gehalten. Durch den mächtigen Torturm, an den sich südöstlich in der Straßenfront ein ehemaliges Konventsgebäude anschließt, gelangt der Besucher in den Innenhof, an dessen gegenüberliegender Seite das einstige Hauptgebäude des Klosters steht. An dieses schließt sich nordwestlich die Kirche an, ein Saalbau mit flach schließender Apsis. Die Ausstattung stammt aus der zweiten Hälfte des 19. Jahrhunderts, umfasst aber auch einige Stücke aus der Barockzeit.